# Traktaten om dannelse af Unionen af socialistiske sovjetrepublikker
Deklarationen og traktaten om dannelsen af Unionen af Socialistiske Sovjetrepublikker (russisk: Декларация и договор об образовании Союза Советских Социалистических Республик) oprettede officielt Unionen af sovjetiske socialistiske republikker (USSR), almindeligvis kendt som Sovjetunionen. Traktaten legaliserede de jure en sammenslutning af flere sovjetrepublikker, der havde eksisteret siden 1919 og skabte en ny centraliseret føderal regering. Den nye føderale stat var organiseret med lovgivende organer Sovjetkongressen i Sovjetunionen og Sovjetunionens centrale eksekutivkomité (TsIK) og  Folkekommissærernes råd som den udøvende magt. Nøglefunktionerne blev centraliseret i Moskva.
Traktaten sammen med deklarationen oprettelsen af Sovjetunionen blev godkendt den 30. december 1922 på en konference med delegationer fra den Russiske SFSR, den Transkaukasiske SFSR, den Ukrainske SSR og den Hviderussiske SSR. Traktaten og erklæringen blev bekræftet ved Sovjetunionens 1. sovjetkongres og underskrevet af delegationscheferne – Mikhail Kalinin, Mikhail Tskhakajaa, Mikhail Frunze og Grigorij Petrovskij, Aleksandr Chervjaakov  samme dag. Traktaten gav mulighed for at optage nye medlemmer. 
Sovjetunionen voksede fra 1940 fra de grundlæggende fire republikker (eller seks, afhængigt af om 1922 eller 1940-definitioner anvendes) til 15 republikker ved Sovjetunionens ophør i 1991 ved Minsk-aftalen, hvor de stiftende republikker erklærede Sovjetunionen opløst, og samtidig oprettede SNG. Den 10. december Minsk-aftalen blev aftalen ratificeret af det ukrainske og hviderussiske parlament. Den 12. december blev aftalen ratificeret af det russiske parlament, hvorefter Russiske SFSR opsagde traktaten om oprettelse af USSR og erklærede Ruslands uafhængighed af USSR. Den 26. december 1991 blev Sovjetunionen formelt opløst. 

## Baggrund
Traktatens tekst blev udarbejdet af en kommission under centralkomiteen for det Det russiske kommunistparti (Bolsjevikkerne). Traktaten var et resultat af mange interne politiske konflikter indenfor kommunistpartiet og de fire sovjetrepublikker. Oprindeligt mente Vladimir Lenin ikke, at Ruslands oktoberrevolution ville være begrænset af Ruslands grænser, hvilket synspunkt blev støttet af Lev Trotskij og hans tilhængere. I udkanten af det tidligere russiske kejserrige havde flere provinser som et resultat af revolutionen og kejserrigets opløsning erklæret sig uafhængige og oprettet nye republikker. Da Den Røde Hær under Den russiske borgerkrig søgte at sikre sig kontrol over imperiets udkanter skete dette ved, at der i regionerne blev etableret en sovjetrepublik, der kunne overtage regeringsmagten, når den røde hær havde overtaget kontrollen med regionen. Denne metode blev anvendt i Ukraine, Georgien, Armenien og Aserbajdsjan og forsøgt anvendt i de mislykkede kampagner i de baltiske lande og i Polen. Alternativt kunne tilstedeværelsen af et etnisk mindretal anvendes til at underminere den regionens hær (som benyttet ved etableringen af autonome områder som Tatarske ASSR og Basjkirske ASSR) og, hvor der ikke var noget nationalt mindretal, en regering baseret på geografisk lokalitet, som ved oprettelsen af den Fjernøstlige Republik og Turkestanske ASSR.
Den Røde Hærs fiasko under den polsk-sovjetiske krig (1919-21) satte imidlertid bolsjevikkernes tanker om verdensrevolution på hold. Samtidig havde den stadig mere indflydelsesrige Josef Stalin andre politisk mål, formuleret som "Socialisme i ét land". Socialisme i ét land var en opgivelse af Lenins korenizatsija-politik, der søgte af styrke lokale etniske folkeslag og at af-russificere i områder, hvor befolkningen ikke var russere. I foråret 1922 fik Lenin sit første slagtilfælde, og Stalin, der stadig var et folkekommissær for nationaliteter, fik posten som generalsekretær for det kommunistpartier.
Stalin hævdede, at fordi Den Russiske Borgerkrig nu var afsluttet, og krigskommunismen var blevet erstattet af den nye økonomiske politik, var det nødvendigt at omorganisere den bolsjevikiske stat til en enkelt suveræn enhed, hvorved dens juridiske de jure- ramme ville matche dens de facto-tilstand. Denne proces ville kræve afvikling af de mange splittede sovjetiske regeringer og genoprettelse af det øverste centrale styre til Moskva.
I januar 1922 sendte Georgij Tjitjerin, den daværende folkekommissær for udenrigsanliggender, en officiel begæring til myndighederne i Russiske SFSR om muligheden for at varetage de øvrige andre republikkers juridiske forhold. Stalin, der var etnisk georgier, indtog den holdning, at Russiske SFSR skulle repræsentere de andre republikker inden for udenrigspolitikken. De første samtaler mellem myndighederne i de enkelte republikker om udarbejdelsen af traktaten begyndte i august 1922. Nogle af de lokale regeringer, især i Ukraine og i Georgien, hvor tvisten gav anledning til den georgiske affære, var modstandere af Stalins ønske om centralisering, og den endelige traktat blev et kompromis mellem de forskellige synspunkter indenfor bolsjevikkerne og mellem republikkerne. Med traktaten blev skabt en ny centraliseret føderal regering, hvor nøglefunktioner var i hænderne på Moskva.

## Indhold
Det originale dokument indeholdt et forsideark, erklæringen, traktaten (indeholdende forord og 26 paragraffer) og underskrifterne fra de delegationer, der underskrev den.
På omslaget blev titlen Unionen af Sovjetiske Socialistiske Republikker skrevet på russisk, fransk, engelsk og tysk samt ordene Traktaten om dannelsen af Unionen af sovjetiske socialistiske republikker også på disse fire sprog. Den indeholdt Sovjetunionens originale statsemblem.
Deklarationen indeholder en beskrivelse af overvejelserne bag traktaten og dennes nødvendighed. Ifølge beskrivelsen består verden af to forskellige grupperinger: En "udnyttende" kapitalistisk med kolonialisme, chauvinisme og sociale og etniske uligheder og en "fri" socialistisk med gensidig tillid, fred og internationalt samarbejde og solidaritet. Den "udnyttende" del af verden har forsøgt at ødelægge den "fri" del af verden, men på grund af det fælles gode, som den "fri" verden er baseret på, er det mislykkedes for den "udnyttende" del af verden.
Erklæringen fortsætter og angiver tre faktorer for, hvorfor unionen er et nødvendigt skridt. Først og fremmest har Den Russiske Borgerkrig medført, at republikkernes økonomier er blevet ødelagt, og genopbygning på den nye socialistiske måde viser sig at være vanskelig uden tættere økonomisk samarbejde. For det andet fortsætter udenlandske trusler over den socialistiske lejr, og dens suverænitet kræver en alliance for forsvar. Endelig den ideologiske faktor, at det sovjetiske styre er internationalistisk og tilskynder, at den arbejdende klasse forener sig i en enkelt socialistisk familie. Disse tre faktorer fører til hensigtsmæssigheden i at forene sig i en enkelt stat, der vil garantere velstand, sikkerhed og udvikling mod socialismen. Endvidere understreger deklarationen, at den resulterende Union af sovjetiske socialistiske republikker er en, der er skabt efter folkets frie vilje, at dens formål følger idealerne i oktoberrevolutionen, at hver eneste socialistiske republik har ret til at slutte sig til og forlade Unionen efter sin egen vilje, ligesom der for den sovjetiske udenrigspolitik lægges op til socialistisk irredentisme ("verdensrevolutionen") med ordene ... vil tjene et afgørende skridt på vejen til forening af alle arbejdere til en "verdenssocialistisk sovjetrepublik".
Efter deklarationen står selve traktaten, der består af en præambel og 26 artikler (paragraffer).
- I forordet fastslås det, at Den russiske sovjetiske føderative socialistiske republik, Den ukrainske socialistiske sovjetrepublik, Den hviderussiske socialistiske sovjetrepublik og Den transkaukasiske socialistiske føderative sovjetrepublik (der indeholder Georgien, Aserbajdsjan og Armenien ), der handler i fri vilje, er enige om at danne en enkelt Union af socialistiske sovjetrepublikker, der er reguleret af traktatens artikler.
- Artikel 1 opregner kompetencen for Unionens myndigheder. Disse inkluderer alle udenrigsanliggender; internationale traktater, ændring i de ydre grænser og udvidelse af Unionen ved at acceptere nye republikker; at erklære krig og acceptere fred; udenrigs- og indenrigshandel; autoritet over økonomisk udvikling herunder oprettelse af en enkelt post- og transporttjeneste, de væbnede styrker, intern migration, oprettelse af fælles retsvæsen, uddannelse og sundhedstjenester samt forening af alle måleenheder. Alt ovennævnte ville således blive eksplicit kontrolleret direkte af Unionens myndigheder. Desuden er den slutartiklen udtrykkeligt angivet, at Unionens myndigheder nu kunne omstøde handlinger fra alle republikkernes myndigheder (det være sig sovjetkongresser, folkekommissærers sovjetter eller centrale udøvende komitéer), der måtte anset for at være i strid med traktaten.
- Artikel 2–10 fastlægger strukturen for Unionens øverste myndigheder. Den lovgivende myndighed var i henhold til traktaten Sovjetunionens Kongres. Mellem Kongresserne skulle den lovgivende myndighed udføres af Sovjetunionens Centrale Eksekutivkomité (TsIK) (2). Delegaterne til kongressen vælges af lokale sovjetter repræsenteret af en valgt repræsentant fra 25.000 vælgere i byområder og en pr. 125.000 vælgere i landdistrikterne (3). Kongresdelegaterne ville blive valgt af lokale Gubernija-sovjetter (4). Kongresserne afholdes årligt, eller kan indkaldes efter anmodninger fra mindst to republikker eller Unionens TsIK (5). TsIK ville være hovedorganet til at udføre udøvende funktioner mellem kongresserne. TsiK var et organ på 371 personer, hvis medlemmer var proportionalt repræsenteret i Unionens befolkning og valgt af Kongressen (6). Unionens TsIK ville mødes fire gange om året regelmæssigt, mens ad hoc-sessioner kan indkaldes efter anmodning fra Unions-regeringen (Folkekommissærernes råd) eller af en af de konstituerende republikker (7). Kongressen og TsIK ville blive afholdt i hovedstæderne i Unionens republikkerne i den rækkefølge, der ville blive besluttet af TsIKs præsidium (8). Sidstnævnte skulle udnævnes af TsIK, der ville være det øverste magtorgan mellem dets sessioner (9). Dette præsidium ville bestå af nitten medlemmer med fire formænd, der hver repræsenterer de fire republikker (10). Præsidiet havde også myndighed til at indkalde til en ad hoc-session for TsIK.
- Artikel 11 udpegede Folkekommissærernes råd (SNK) til den udøvende myndighed i Unionen. Rådets medlemmer blev udnævnt af TsIK og omfattede ti porteføljer (kommissariater) samt en formand og hans stedfortrædere.
- Artikel 12 specificerede funktionerne i Sovjetunionens højesteret (under kontrol af TsIK) og det hemmelige politi, OGPU (under kontrol af SNK, og OGPU-formanden skulle være en deltager i SNK med rådgivende afstemning). Oprettelsen af disse to organer var berettiget som "foranstaltninger til at overvinde kriminelle og kontrarevolutionære elementer".
- Artiklerne 13–17 specificerede processen for retssager mellem Unionens øverste organer (TsIK og SNK) og dem i hver republik. Alle dekreter fra Unionens SNK var effektive i alle republikker (13). Også det flersprogede aspekt af Unionen blev bekræftet, idet det blev specificeret, at alle Unionens dekreter skal udskrives på det officielle sprog i hver enkelt republik ( russisk, ukrainsk, hviderussisk, georgisk, armensk og tyrkisk (dvs. Aserbajdsjansk )) (14). Det blev specificeret, at Unionens SNK-resolution kun kan tilsidesættes af Unionens TsIK eller dens præsidium (16), og hvis en republiks TsIK vælger at protestere mod resolutionen eller et dekret fra Unionens TsIK, standser selve protesten ikke gennemførelsen af dekretet (15). Sidstnævnte er kun muligt, hvis der er åbenlyse overtrædelser af eksisterende love, og i sådanne tilfælde skal republikken straks underrette Unionens SNK og det relevante kommissariat (17).
- Artikel 18 opregnede de myndigheder, der ville blive bibeholdt i republikkerne, og specificerede deres respektive folkerådskommissioner, der hver havde formænd og suppleanter, elleve ministerier og repræsentanter med rådgivende stemmer fra flere Unions-kommissariater, især udenrigsanliggender, forsvar, udenrigshandel, transport og logistik.
- Artikel 19 angiver, at organer på republik-niveau, den øverste sovjet for den nationale økonomi (hvis formand også skulle have sæde i den relevante republiks SNK), kommissariaterne for fødevareforsyning, finansiering og arbejdskraft m.v. skulle undergives Unionens TsIK.
- Artikel 20 lægger republikkernes budgetter ind under Unionens budget og fastslår, alle udgifter og udgifter fra republikkerne ville blive bestemt af Unionens TsIK. Desuden ville sidstnævnte også bestemme den andel af overskuddet, hvis nogen, som hver republik ville modtage.
- Artikel 21-23 fastlægger ét enkelt sovjetisk statsborgerskab (21), statens symboler (flag, nationalhymne og et våbenskjold - 22) og fastslår, at Unionens hovedstad er Moskva (23).
- Artikel 24 kræver, at republikkerne ændrede deres forfatninger for at tilpasse disse til traktaten.
- Artikel 25 specificerer, at enhver ændring, tilføjelse eller ændring af traktaten kun må foretages af Unionens sovjetkongres.
- Artikel 26 bekræfter klausulen i erklæringen, hvorefter hver republik har ret til at forlade Unionen.

## Underskrivere
Ikke alle underskrivere har kunnet identificeres. Følgende underskrifter på dokumenter er identificeret:
- RSFSR-delegation (19): Mikhail Kalinin, Dmitry Kursky, Josef Stalin, Jānis Rudzutaks, Avel Yenukidze, Ekabs Jansons, Aleksej Rykov, Georgy Pyatakov, Nariman Narimanov, Sahib-Garei Said-Galiev, A.Dushbaev
- UkrSSR-delegation (23): Grigory Petrovsky, Aleksandr Serbichenko, Aleksandr Remeiko, I.Bugai, M.Smirnov, Konstantin Guly, Ivan Klimenko, Pashkovsky, Nikolay Pakhomov, Vasyl Poraiko, V.Vetoshkin, K.Manuilsky
- TSFSR-delegation (27): Gazanfar Musabekov, Filipp Makharadze, Sargis Hambardzumyan, Sahak Ter-Gabrielyan, Sergej Kirov, M.Kuliev, Levon Mirzoyan, Aleksandr Dzhatiev
- BSSR-delegation (17): Aleksandr Chervyakov, Waclaw Bogucki, Jānis Fabriciuss, Liokumovich

## Umiddelbare konsekvenser

### Politik
Indgåelsen af traktaten om Unionen af socialistiske sovjetrepublikker indebar, at de fleste af Russiske SFSR's øverste organer automatisk blev overført til de tilsvarende i den nye Union, bl.a. blev Lenins position som formand for Folkekommissærernes råd i Russiske SFSR's (SNK), udvidet med posten som formand for Unionens SNK. Men da Lenin forblev syg efter sit slagtilfælde, blev begge hans hverv i praksis udfyldt af Aleksej Rykov som fungerende regeringschef.
Josef Stalins position som generalsekretær for det kommunistiske parti blev ikke ændret, men partiets organisation blev imidlertid ændret. Forud for traktaten havde det russiske kommunistiske parti (RKP (b)) sine egne bureauer til at føre tilsyn med aktiviteter i fjerne regioner som f.eks. Turkestani-bureauet, det transkaukasiske bureau osv. Efter traktaten blev partiet reorganiseret som Sovjetunionens kommunistiske parti. De øvrige kommunistpartier i de enkelte republikker bestod fortsat, men Ruslands parti var som Sovjetunionens kommunistparti det fremmeste og overtog også officielt som øverste myndighed i Sovjetunionen.

### Centralasien
Et område, hvor den sovjetiske magtfordeling ikke blev løst ved traktatens undertegnelse, var Sovjet-Centralasien. Regionen havde været en slagmark under den russiske borgerkrig og var fortsat ustabil. Turkestan var kommet under russisk kontrol forholdsvist nyligt (mellem 1867 og 1885), men de to provinser Bukhara-Emiratet og Khiva-khanatet var aldrig formelt blevet indlemmet i det russiske kejserrige. Der var etableret sovjetrepublikker (Det Bukharanske folks SSR og Det Khorezmske Folks SSR i områderne, men på trods af Mikhail Frunzes militære sejre i regionen var konflikten fortsat i gang. For at løse problemet blev der i overensstemmelse med korenizatsiya-politikken gennemført et massivt program for national grænsedragning i Centralasien. Den 27. oktober 1924 udstedte TsIK et dekret, hvor sovjetrepublikkerne i Bukharan og Khivan blev omorganiseret og omdannet til Usbekiske SSR og den Turkmenske SSR, som begge blev fulde unionsrepublikker den 13. maj 1925. Grænserne for de nye republikker var sammenfaldende med de etniske grænser. Usbekistan indeholdt oprindeligt også en nydannet tadsjikisk autonom sovjetisk socialistisk republik, som den 16. oktober 1929 blev udskilt til en selvstændig republik, der blev optaget i unionen, Tadsjikiske SSR.

### Sovjetisk forfatning
I januar 1924 ratificerede den anden sovjetkongres i Sovjetunionen den første sovjetiske forfatning fra 1924. Forfatningens tekst er i det væsentlige den omskrevne og udvidede traktat. Den indeholder endog den samme erklæring. Traktaten havde 26 artikler, men forfatningen havde elleve kapitler og 72 artikler.

## Senere ændringer
I Ukraine blev traktaten i december 1922 godkendt af den syvende ukrainske sovjetkongres.
Nogle eksperter hævder, at den oprindelige Union af Sovjetiske Socialistiske Republikker ophørte med at eksistere efter vedtagelsen af den sovjetiske forfatning  af 1936, der blev vedtaget den 5. december 1936. Forfatningen fra 1936 indebar væsentlige ændringer af grundlaget for unionen og reorganiserede Sovjetunionen fra en konføderation til et egentligt føderalt land. I stedet for sovjetkongressen skabte den nye forfatning et permanent parlament, den Øverste sovjet. Den centraliserede magten i færre myndigheder og fastlagde entydigt kommunistpartiets rolle som den drivende kraft for Sovjetunionens arbejdende masser.
Ved vedtagelse af forfatningen fra 1936 skete endvidere en opløsning af Transkaukasiske SFSR, og dens tre republikker (Georgien, Armenien og Aserbajdsjan) blev optaget som medlemmer af unionen. Samtidig fik to autonome områder i Russiske SFSR, Kasakhiske ASSR og Kirgisiske ASSR ændret status til fuldgyldige republikker. Derved blev antallet af republikker øget fra syv til elleve.
Den 31. marts 1940 blev den autonome Karelske ASSR, der var en del af Russiske SFSR omorganiseret og etableret som selvstændig republik som Karelsk-finske SSR. Efter Sovjetunionens besættelse af de baltiske lande senere i 1940 blev de tre baltiske stater omdannet til sovjetrepublikker (Litauiske SSR (13. juli), Lettiske SSR og Estiske SSR (begge den 21. juli 1940), der alle blev tilsluttet Sovjetunionen den 3., 5. og 6. juli samme år. I juni 1940 annekterede Sovjetunionen en del af Rumæniens territorium (Bessarabien og det nordlige Bukovina), der blev lagt ind under den nydannede Moldoviske SSR, der tidligere havde været autonom som Moldoviske ASSR under Ukrainske SSR.
Efter Anden verdenskrig blev der ikke oprettet nye republikker. I stedet blev den Karelsk-finske SSR nedgraderet til en autonom republik og genoptaget i Russiske SFSR den 16. juli 1956.

## Ophør
Den 8. december 1991 mødtes lederne for de Russiske, Ukrainske og Hviderussiske SSR og RSFSR for at underskrive den formelle aftale om annullationen af 1922-traktaten. Kort efter, den 25. december 1991, vedtog Sovjetunionens organer opløsningen, der herefter var en realitet.
Den 15. marts 1996 gav den russiske statsduma udtryk for, at beslutningen truffet af den øverste sovjet i Russiske SFSR om "opsigelsen af traktaten om oprettelse af Sovjetunionen" var uretmæssig.

## Tidslinje
- 21. december 1922 - Traktat underskrevet.
- 30. december 1922 - Traktat ratificeret.
- 27. oktober 1924 - Usbekisk og turkmenisk befolkede regioner i Turkestan ASSR og tidligere ophørte republikker Bukhara og Khorezm omdannet til unionsrepublikker.
- 16. oktober 1929 - Tadsjikiske SSR oprettet fra Tadsjikiske ASSR (en del af Usbekiske SSR i 1924–29).
- 5. december 1936 - Vedtagelse af forfatningen fra 1936:
  - Opdeling af Transkaukasiske SFSR i sine tidligere føderale enheder: Armenske, Georgiske og Aserbajdsjanske SSR.
  - Omdannelse af de af Russiske SFSR administrerede autonome republikker for kasakhiske og kirgisiske folk til unionsrepublikker.
- 31. marts 1940 - Efter Vinterkrigen omdannelse af Karelske ASSR samt de områder, der blev afstået af Finland til Karelsk-finske SSR.
- August 1940 - Sovjetunionens besættelse af de baltiske lande efterfulgt af deres annektering:
  - 3. august 1940 - Litauisk SSR blev indlemmet i Sovjetunionen.
  - 5. august 1940 - lettisk SSR blev indlemmet i Sovjetunionen.
  - 6. august 1940 - Estisk SSR blev indlemmet i Sovjetunionen.
- 24. august 1940 - Moldoviske SSR oprettet fra den ukrainske administrerede Moldoviske ASSR og annekteret rumænsk territorium Bessarabien.
- 16. juli 1956 - Karelsk-finske SSR nedgraderes til en autonom republik og indlemmet i Russiske SFSR.
- 1988–91 - Novo-Ogorevo-processen (mislykket reformering af USSR):
  - 14. marts 1990 - fjernelse af forfatningens enerettigheder for det kommunistiske parti (CPSU)
  - 12. juni 1990 - Ruslands Kongres af Folkets Deputerede ratificerer Russiske SFSR's erklæring om statsoverhøjhed fra Sovjetunionen; ratificeringen af erklæringen fejres som Ruslands Dag siden 1992
- 19. - 22. august 1991 - Det mislykkede Augustkup foretaget af medlemmerne af den konservative fraktion af CPSU for at stoppe Novo-Ogorevo-processen; flere republikker erklærer uafhængighed som eftervirkninger
- 8. december 1991 - Minsk-aftalen indgås mellem tre af de fire stiftende republikker (det fjerde medlem den Transkaukasiske Socialistiske Føderative Sovjetrepublik blev opløst i 1936).
- 21. december 1991 - En erklæring underskrives af de resterende Unions-republikker (undtagen Georgien og de baltiske stater) med opsigelse af traktaten.
- 25. december 1991 - Præsident Mikhail Gorbatjov træder tilbage og erklærer sit embede for bortfaldet. Da hans tv-transmitterede tale slutter, sænkes det sovjetiske flag i Kreml i Moskva, hvorefter det erstattes af Ruslands flag.
- 26. december 1991 - Traktaten ophørt.